# Pericambala simplica
Pericambala simplica är en mångfoting som beskrevs 1997 av Jean-Paul Mauriès och Nguyen Duy-Jacquemin 1997. Arten ingår i släktet Pericambala och placeras antingen i familjen Pericambalidae eller i familjen Cambalopsidae och underfamiljen Pericambalinae. Arten är känd från Kina.